# Тимофей (Самбикин)
Архимандрит Тимофей Самбикин (ум. 2 (14) сентября 1817, Задонск) — архимандрит Русской православной церкви, настоятель Задонского, Соловецкого и Святодухова Виленского монастырей.

## Биография
Постригся в монахи из вдовых диаконов. В 1791 году был определен игуменом Задонского Рождество-Богородицкого монастыря Воронежской епархии, а 10 сентября 1798 года был возведен в сан архимандрита того же монастыря.
С 1791 же года состоял присутствующим членом Воронежской консистории. Написал «Краткое описание жизни преосвященнаго Тихона перваго епископа Воронежскаго и Елецкаго» [СПб.: Синод. тип., 1794]. — 21 с.
15 июля 1805 года был из Задонска определён настоятелем Соловецкого монастыря, но и здесь пробыл недолго и в том же году был по болезни определён на пенсии в Алексеево-Акатов монастырь.
14 марта 1808 года назначен настоятелем Виленского Святодухова монастыря игравшего в то время большую роль в качестве рассадника православия в Литве.
В 1810 году Тимофей в Вильне (ныне Вильнюс), в субботу на светлой седмице в еврейском доме повенчал больного чахоткой находящегося при смерти полковника Зеленина, который через три дня после того умер, с девицей, от которой Зеленин имел уже троих детей. Брак этот признан был недействительным, а архимандрит Tимофей подвергнут был временному лишению права священнослужения, причем о поступке его объявлено было по епархии: «Дело это, архимандритом Тимофеем совершено было по простодушию, не ради корысти и не по другой какой-либо предосудительной причине». Запрет был снят с него 7 мая 1812 года; уже при новом минском архиепископе Серафиме. 
Во время пребывания Тимофея в Вильне Святодухов монастырь был в значительной мере разграблен и разорен проходившими в 1812 году французскими войсками.
В мае же архимандрит Тимофей просил об увольнении его на покой, ссылаясь на расшатанное здоровье и на все увеличивающуюся слабость зрения, которое он к этому времени почти совсем потерял.
10 февраля 1813 года архимандрит Тимофей получил увольнение; местом пребывания ему назначен был Задонский Воронежский монастырь, где он и умер 2 сентября 1817 года.